# Casa-fàbrica Ribes-Xifré
La casa-fàbrica Ribes-Xifré, coneguda també com Ribas i Aimar, és un conjunt d'edificis situats als carrers Nou de la Rambla, 42 i del Marquès de Barberà, 23-25 del Raval de Barcelona, catalogat com a bé cultural d'interès local.

## Història i descripció

### Fàbrica de sabó de Francesc Busquets i Marià Ribes
A finals del 1791, l'hortolà Antoni Iglésias va establir en emfiteusi al comerciant Francesc Busquets i Vidal un terreny de 120 pams d'amplada i 202 de profunditat al carrer Nou de la Rambla (actual núm. 42), el qual va cedir la meitat de llevant a Marià Ribes i Aimar, fill del mestre de cases i comerciant Josep Ribes i Margarit. Al fons d'aquest solar van començar a construir una fàbrica de sabó, i el maig del 1792, van demanar permís per a construir-hi dues cases de planta baixa, entresol i tres pisos amb façana al carrer Nou de la Rambla. Poc després, el marquès de Barberà Josep Esteve Galceran de Pinós i Sureda de Santmartí va establir a Marià Ribes dos cossos de casa i una altra parcel·la a l'interior d'illa al carrer que duu el seu nom, i el març del 1793, aquest va demanar permís per a construir-hi la casa de l'actual núm. 23. Les obres foren dirigides per Ribes i Margarit, mentre el picapedrer Josep Foxart i Calopa s'encarregaria de subministrar la pedra.
Pel que sembla, la societat formada per Busquets i Ribes es va dissoldre a començaments del segle xix, i el darrer va restar com a únic propietari de la fàbrica de sabó, que exportava a les Amèriques bona part de la seva producció.

### Passatge de Josep Xifré
El 1829, Marià Ribes i Albareda, fill de Marià Ribes i Aimar, va encarregar la construcció dels tres pisos que faltaven a una de les dues cases del carrer Nou de la Rambla al mestre d'obres Josep Nolla, i el 1833 va vendre la propietat a l'indià Josep Xifré i Casas. El 1840, aquest va adquirir les dues cases del carrer del Marquès de Barberà que conformen l'actual núm. 25 als hereus de Fèlix Rubió i a Jaume Monlau i Vives, i poc després, va demanar un permís d'obres en els següents termes: «que precisando â reponer la cubierta de una de las dos casas que posee en la calle del Conde del Asalto, señaladas con los números 83 y 84; ha creído conveniente construir un desván, ya para mayor comodidad del que ocupe el cuarto tercero, ya también para poner la cornisa y antepalco del nuevo terrado, â continuacion del de su otra casa, construida contigua, hace solo diez años. También pretende, dar algún ensanche y mayor elevacion â los dos portales que vendran a formar el centro de un solo edificio, cuando las dos casas estén arrregladas â una total uniformidad [...]» A més de la unificació de les finques del carrer del Marquès de Barberà, aquesta intervenció va comportar la construcció d'un portal d'arc de mig punt i un nou vestíbul al carrer Nou de la Rambla, que donava pas a un passatge entre els dos carrers, i unes «quadres» del mateix estil al pati d'illa.
El 1873, l'apoderat del seu fill Josep Xifré Downing va demanar permís per a canviar el subministrament de tres plomes d'aigua de la mina de Montcada pel sistema d'aforament, i a la mateixa època, l'arquitecte Elies Rogent hi practicà diverses reformes interiors. Aquest fou succeït pel seu fill Josep Xifré Hamel, i el 1890, el seu administrador de finques va demanar permís per a construir unes galeries al darrere de les cases del carrer del Marquès de Barberà. Posteriorment, vengué la finca al majorista de productes colonials Rafael Morató i Sauleda, i el 1923, el seu fill Rafael Morató i Senesteva va demanar permís per a  construir un cobert al jardí, segons el projecte de l'arquitecte Josep Antoni Capdevila. El 1929, Ángel Galindo va demanar permís per a remuntar un quart pis i un àtic al carrer Nou de la Rambla, i ell i Pedro Eguiluz per a remuntar un cinqué pis i un àtic al carrer del Marquès de Barberà, 25.

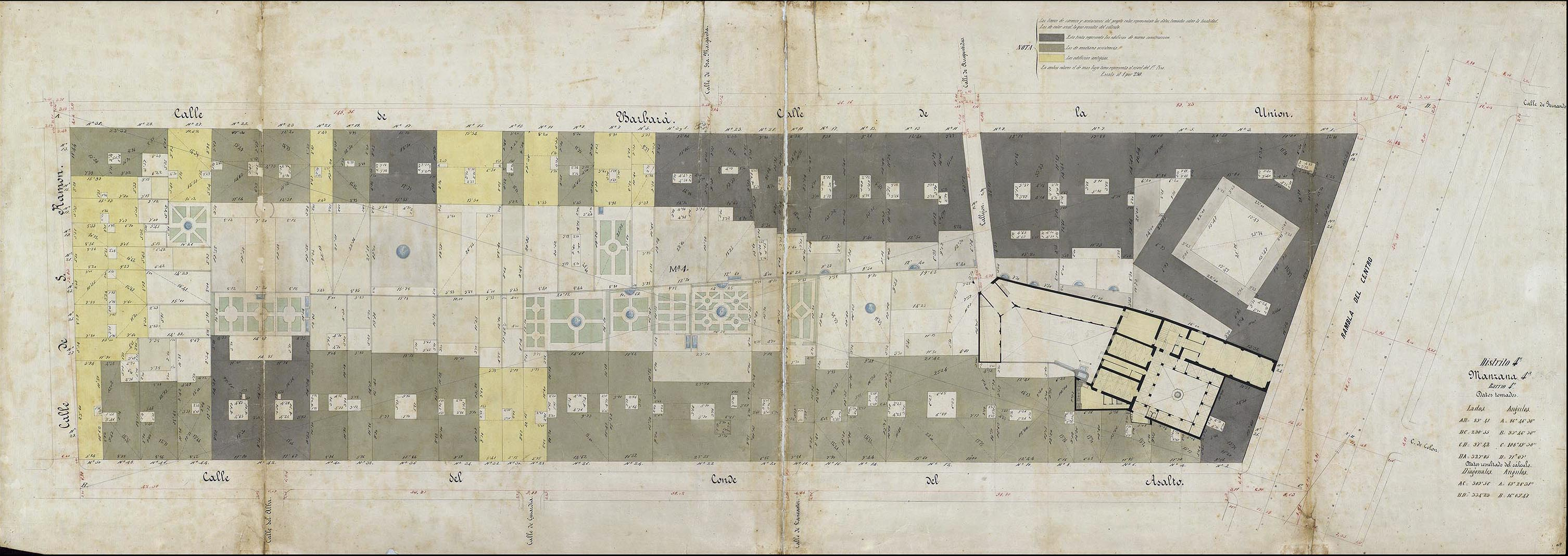
Quarteró núm. 94 de Garriga i Roca (c. 1860)

Planta del conjunt amb les reformes projectades per Elies Rogent (c. 1875)